# Inmaculada Concepción (Capilla Oballe)
La Inmaculada Concepción es una obra del Greco, realizada ca.1613, durante su último período toledano. Es el lienzo que centra el Retablo de la Inmaculada Concepción (Capilla Oballe). 

## Tema de la obra
El tema de la Inmaculada Concepción no está narrado explícitamente en los evangelios, pero algunos exegetas lo infieren de Lc 1: 26-38. No fue decretado como dogma de la iglesia hasta 1854, pero las alusiones a su devoción datan del cristianismo antiguo y sus conmemoraciones tuvieron lugar intermitentemente en los países católicos, con el correspondiente impacto en la iconografía cristiana.
Aunque este tema fue popularizado por el arte de la Contrarreforma, es muy escaso en la producción del Greco. Su iconografía es a menudo confundida con la de la Asunción de María. Pero en este lienzo, no están representados los apóstoles presentes durante la Asunción y, además, la inclusión de los atributos de las letanías lauretanas no deja lugar a dudas de que se representa una Inmaculada Concepción.

## Análisis de la obra

### Datos técnicos y registrales
- Toledo, Museo de Santa Cruz;
- Pintura al óleo sobre lienzo;
- Dimensiones: 347 x 174 cm.;
- Datación: documentado en 1607-13;
- Firmado con letras griegas en cursiva, de color castaño oscuro, en la parte inferior derecha, debajo del espejo: δομήνικος Θεοτοκóπουλος ε'ποíει;
- Consta en el catálogo de Wethey con el n º.89, y Tiziana Frati lo cita con la referencia 160-A.[4]

### Descripción de la obra
Este lienzo es el más lírico de la etapa final del Greco. La Virgen María parece ser empujada hacia el cielo por un ángel que aparece a sus pies, con las alas desplegadas. La luz y el color tienen un carácter sobrenatural, de una extraordinaria intensidad y vibración, creada por seres incandescentes que reciben, y al mismo tiempo reflejan, la luz divina, tal vez siguiendo las teorías del Pseudo Dionisio Areopagita.
Partiendo de las flores, los pies del ángel conducen a una espiral que avanza y retrocede suavemente, formando una línea serpentinata que termina en la cara de la Virgen. Los contornos parecen flamear y las proporciones están distorsionadas, con cambios de escala que solo se explican porque las figuras están fuera del espacio real, por lo que sus troncos se vuelven pequeños y sus piernas tienen un tamaño irreal. Al llegar al rostro de la Virgen, parece haberse alcanzado un punto de equilibrio, y cede el ritmo ascendente. Alrededor de su rostro hay un semicírculo formado por las cabezas y los brazos de un coro angélico, con algunos instrumentos musicales. Centrado el coro, despliega sus alas la paloma del Espíritu Santo, de un blanco deslumbrante, rodeado de querubines cerrando la composición.
El paisaje muestra unas verdes colinas y las murallas de Toledo, que descienden hacia una paraje de formas semi-abstractas, llegando al Puente de Alcántara sobre el río Tajo. En la parte inferior derecha, un barco con las velas desplegadas atraviesa un puerto blanquecino. El elemento más concreto son las rosas y lirios, pintados con exquisitas texturas y colores. En el centro y debajo, el Greco representa una luna glacial y brillantes salpicaduras de un tono amarillo blancuzco, sobre un fondo azul. Los lirios, las rosas, el espejo, la luna, el sol, el pozo y la fuente son símbolos de las letanías lauretanas.

### Procedencia
- Iglesia de San Vicente Capilla Oballe) hasta 1961.